# TSK Rostock
Die TS Kameradschaft Rostock war ein Sportverein im deutschen Reich mit Sitz in der heutzutage mecklenburg-vorpommerischen Stadt Rostock.

## Geschichte
Der Verein wurde spätestens im Jahr 1938 gegründet. Neben einer Leichtathletik-Abteilung gab es auch eine Handball- sowie eine Fußball-Abteilung. Im Jahr 1942 konnte die Frauen-Mannschaft im Feldhandball an der Endrunde um die deutsche Meisterschaft teilnehmen. Dort sollte der Verein in Kiel eigentlich auf den Kieler TV treffen, jedoch wurde dieses Spiel nicht angetreten.
Die Fußball-Mannschaft spielte im Gau Nordmark. Zur Saison 1942/43 wurde die Gauliga Nordmark in drei eigene Gauligen aufgeteilt. Somit spielte die TSK ab dieser Saison in der erstklassigen Gauliga Mecklenburg. Konnte man sich in dieser Saison mit 5:19 Punkten noch auf dem sechsten Platz behaupten, so beendete man die Spielzeit 1943/44 mit 3:25 Punkten auf dem zehnten und damit letzten Platz. Durch den fortschreitenden Zweiten Weltkrieg gab es nicht wirklich Absteiger, da die Austragung in Bezirksstaffeln geplant war. Ob es dazu noch kam, ist nicht überliefert. Spätestens am Ende des Krieges wurde der Verein dann auch aufgelöst.